# WASP-5
WASP-5 는 봉황자리 방향으로 지구로부터 약 910 광년 떨어져 있는 황색 왜성이다. 겉보기 등급은 약 12이다.

## 행성계
2007년 슈퍼WASP 프로젝트 중 이 별을 도는 외계 행성 WASP-5b가 발견되었다.

## 같이 보기
- WASP-4
- WASP-3